# Stepanivka, Odesa
Stepanivka (în ucraineană Степанівка) este un sat în comuna Vîzîrka din raionul Odesa, regiunea Odesa, Ucraina.

## Demografie
Componența lingvistică a localității Stepanivka
     Ucraineană (94,74%)
     Rusă (5,26%)
Conform recensământului din 2001, majoritatea populației localității Stepanivka era vorbitoare de ucraineană (94,74%), existând în minoritate și vorbitori de rusă (5,26%).